# دان بيبين
دان بيبين (بالإنجليزية: Dan Pippin)‏ مواليد 20 أكتوبر 1926 في سانت لويس - الوفاة 1 أبريل 1965، كان لاعب كرة سلة أمريكي. بلغ طوله 6 قدم 1 بوصة (1.9 م). مثّل منتخب بلاده. شارك في مسابقة كرة السلة في الألعاب الأولمبية الصيفية.

## الميداليات
| الميدالية | المسابقة                       |
| --------- | ------------------------------ |
| ذهبية     | الألعاب الأولمبية الصيفية 1952 |

## روابط خارجية
- دان بيبين على موقع الاتحاد الدولي لكرة السلة (الإنجليزية)
- دان بيبين على موقع كلية كرة السلة في سبورتس رفرنس.كوم (الإنجليزية)
- دان بيبين على موقع سبورتس رفرنس (الإنجليزية)
- دان بيبين على موقع اللجنة الأولمبية الدولية (الإنجليزية)
- دان بيبين على موقع أوليمبيديا (الإنجليزية)